# Читав свемир ни из чега
Читав свемир ни из чега: зашто постоји нешто а не ништа (енг. A Universe from Nothing: Why There Is Something Rather Than Nothing) је књига физичара Лоренса М. Крауса, првобитно објављена 10. јануара 2012. године. У књизи се дискутује модерна космологија и њене импликације у расправи о постојању Бога. Ово је Краусова девета књига.

## Публикација
Књига се завршава поговор Ричарда Докинса у којем пореди потенцијални утицај књиге са Дарвиновм књигом О пореклу врста". Поговор је требало да напише Кристофер Хиченс, али се он превише разболео да би га довршио. Књига је постала бестселер Њујорк Тајмса.

## Прихваћеност
Филозоф науке и физичар Давид Алберт је у прегледу за Њујорк Тајмс рекао да књига није успела да достигне наслов. Физичар Џорџ Елис је на питање да ли је Краус "решио мистерију зашто постоји нешто а не ништа", одговара да је "веровање да сву стварност  у потпуности можете схватити у смислу физике и физичких једначина фантазија ... Краус се не бави зашто постоје закони физике, зашто они имају облик који имају, или у каквом облику су постојали пре него што је универзум настао (у шта он мора веровати, ако верује да је универзум настао, а не постојао одувек)." Математчки физичар И. С. Кохли је такође анализирао аргументе у Краусовој књизи и тврди да "многе тврдње издате у књизи не подржава модерна општа теорија релативности или теорија квантних поља у закривљеном простору".
Саманта Нелсон је оценила књигу са 4 и тврди да књига "припада покрету Нови атеизам, и да је она космолошка верзије Докинсове књиге Слепи часовничар". 